# Gurgler Kamm
El Gurgler Kamm es una cresta montañosa que da nombre a una reserva de la biosfera de Austria, declarada en 1977. Se encuentra en la frontera con Italia, en la parte sureste de los Alpes de Ötztal. Supone una zona de transición entre la alta montaña y la zona nival (de 1.900 a los 3.400 m s. n. m.).
Su extensión total son 1.500 hectáreas. La altitud de esta reserva es de 1.900 a 3.400 m s. n. m. Es un ecosistema mixto de tierras altas y montañosas. En torno a los dos mil metros de altitud pueden encontrarse bosques de frondosas, con especies como Pinus cembra, alerces y alisos verdes. Luego hay vegetación arbustiva enana con Rhododendron ferrugineum, arándanos y el caméfito Loiseleuria procumbens. Completan los hábitats de esta reserva las praderías alpinas y los brezales con líquenes.
Alrededor del 90 % de la reserva de la biosfera tiene protección nacional como Ruhegebiet Ötztaler Alpen desde el año 1981. El mismo territorio fue propuesto como LIC en 1995 según la Directiva de Hábitats y como ZEPA en la directiva comunitaria 79/409/CEE y modificaciones subsiguientes (la llamada «Directiva de Aves»). Formará parte de la lista comunitaria de la red Natura 2000.